# Léry, Côte-d'Or
 Léry  là một xã ở tỉnh Côte-d’Or trong vùng Bourgogne-Franche-Comté, phía đông nước Pháp. Khu vực này có độ cao trung bình 350 mét trên mực nước biển.

## Dân số
| Năm      | Dân số | ±%       |
| -------- | ------ | -------- |
| Năm 1962 | 105    | -        |
| Năm 1968 | 384    | + 265,7% |
| 1975     | 364    | −5,2%    |
| 1982     | 297    | −18,4%   |
| 1990     | 270    | −9,1%    |
| 1999     | 235    | −13,0%   |
| 2008     | 214    | −8,9%    |